# Krebs (Tierkreiszeichen)

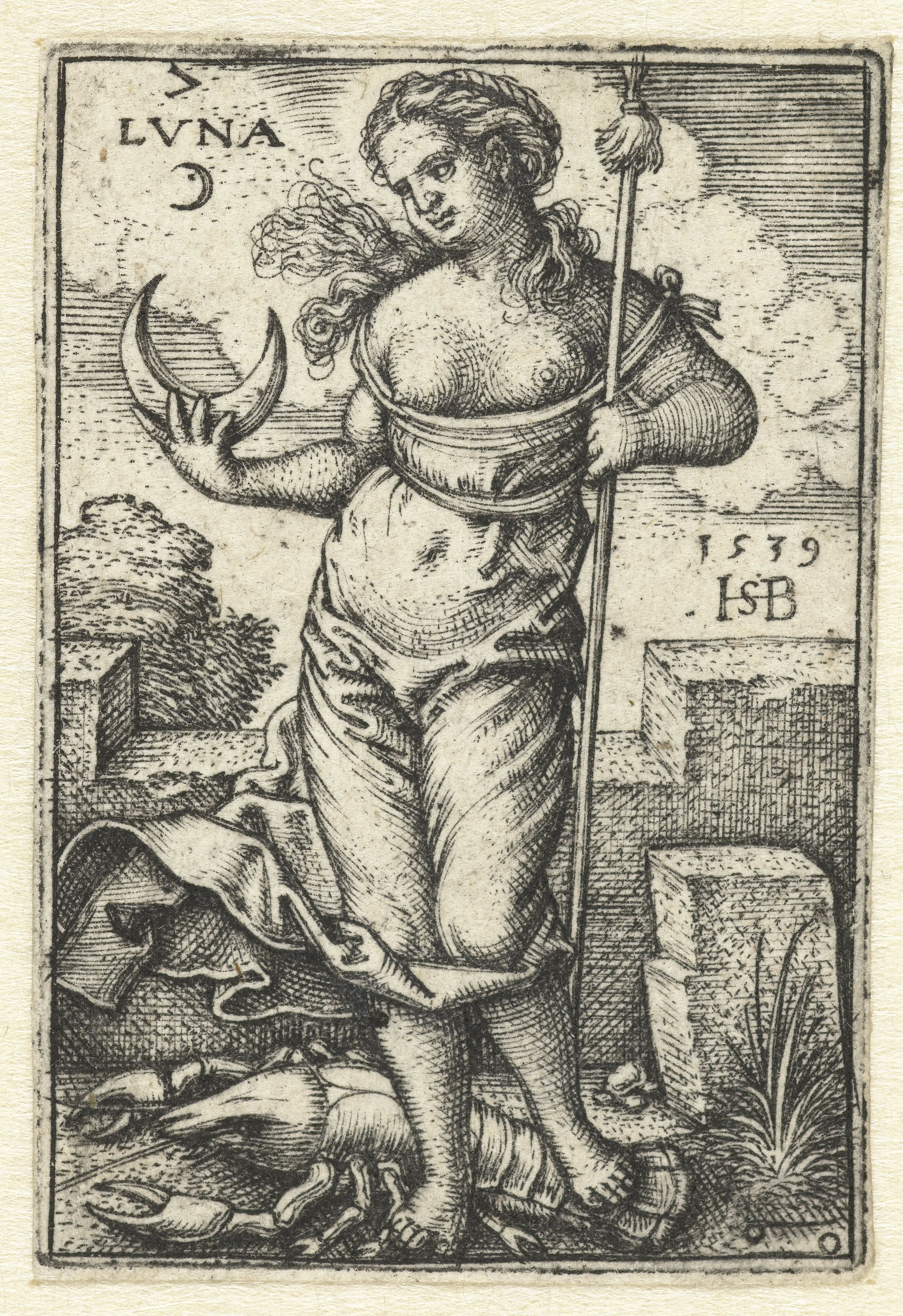
Luna als Herrscherin des Krebses (Stich von Hans Sebald Beham 1539)

Astrologisches Symbol des Krebses

Das Tierkreiszeichen Krebs (altgriechisch καρκίνος Karkínos, lateinisch Cancer) entspricht dem vierten Abschnitt des Tierkreises von 90° bis 120° ekliptikaler Länge ab dem Frühlingspunkt. Es beginnt im Moment der Sommersonnwende, wenn die Sonne im Zenit über dem Wendekreis des Krebses steht.
Die Sonne befindet sich im Mittel in der Zeit zwischen 22. Juni und 23. Juli in diesem Zeichen. Aufgrund der Wanderung des Frühlingspunktes entspricht das Tierkreiszeichen Krebs heute nicht mehr dem Sternbild Krebs. Im Sternbild Krebs befindet sich die Sonne ungefähr in der Zeit zwischen 20. Juli und 11. August.
Nach dem Tetrabiblos des Claudius Ptolemäus
- ist der Krebs weiblich (I.12),
- der Mond ist Herrscher des Zeichens, (I.17) und
- Jupiter ist im Krebs erhöht (I.19).

Als melothesische Entsprechung wurden dem Krebs in der antiken Iatroastrologie als menschliche Körperteile die Brust mit den Rippen und von den inneren Organen Milz und Lungen zugeordnet. Die zugeordnete Gottheit war Mercurius.
Mit Skorpion und Fischen bildet der Krebs das Trigon des Elements Wasser und mit Waage, Steinbock und Widder das Quadrat der vier tropischen oder Kardinalzeichen.
Das Zeichen war bereits Teil des babylonischen Tierkreises. Auf den MUL.APIN-Tafeln erscheint es als „Flusskrebs“ (AL.LUL und NAN.GAR).
Dargestellt wird das Zeichen seit der Antike als Krabbe oder Krebs. Der Ursprung des astrologischen Symbols ist unklar. Man nimmt an, die beiden Teile seien die in unterschiedlicher Richtung aneinandergelegten Scheren des Krebses.
Das Unicode-Zeichen für das Symbol ist U+264B (♋).